# Louise Bager Due
Pour les articles homonymes, voir Thomsen et Nørgaard.
Louise Bager Due, anciennement Louise Bager Nørgaard, est une handballeuse danoise née le 23 avril 1982 à Dronninglund, évoluant au poste de gardienne de but. Elle est médaillée d'or aux Jeux olympiques d'été de 2004. Elle a arrêté sa carrière en 2012 après avoir passé onze ans dans les buts du club danois de Viborg HK. Elle reprend brièvement sa carrière à deux reprises depuis, en 2013 et 2017.

## Palmarès

### En sélection
Jeux olympiques
- médaille d'or aux Jeux olympiques de 2004 à Athènes

championnat d'Europe 
- vainqueur du championnat d'Europe 2002
- finaliste du championnat d'Europe 2004

### En club
compétitions internationales
- vainqueur de la Ligue des champions en 2006, 2009 et 2010 (avec Viborg HK)
- vainqueur de la coupe EHF en 2004 (avec Viborg HK)

compétitions nationales
- championne du Danemark en 2002, 2004, 2006, 2008 et 2009 (avec Viborg HK)
- vainqueur de la coupe du Danemark en 2003, 2006, 2007, 2008, 2010 et 2011 (avec Viborg HK)